# The Royal Wedding at Windsor
The Royal Wedding at Windsor è un cortometraggio muto del 1905 diretto da Cecil M. Hepworth.
Il 15 giugno 1905, al Castello di Windsor, a Londra, vennero celebrate le nozze tra Margherita di Connaught e il principe Gustavo Adolfo, erede del trono di Svezia.

## Produzione
Il film fu prodotto dalla Hepworth.

## Distribuzione
Distribuito dalla Hepworth, il documentario - un cortometraggio della lunghezza di 53,3 metri - uscì nelle sale cinematografiche britanniche nel 1905.